# Architettura bioclimatica

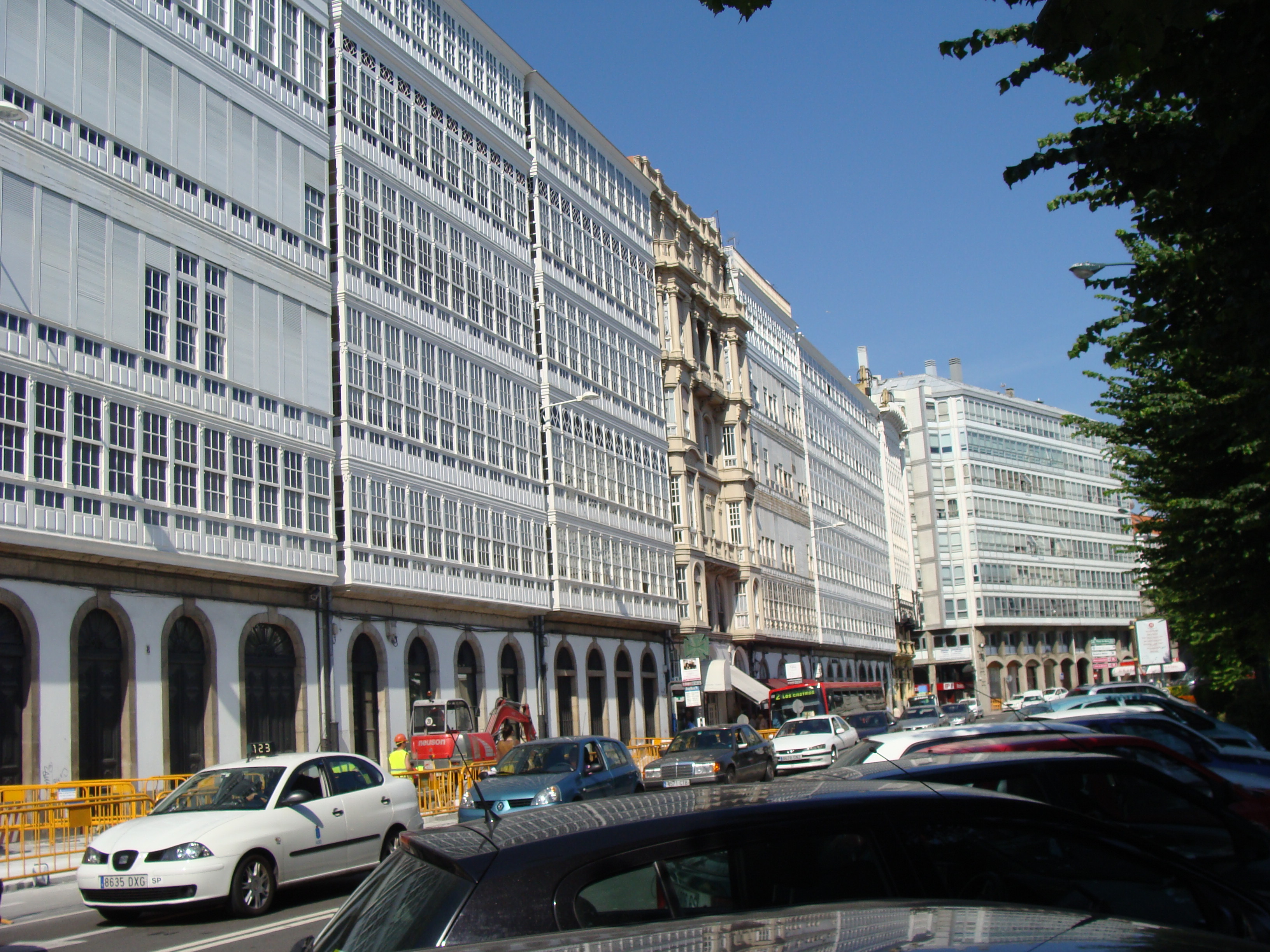
Le galerías (balconi e finestre vetrate) di La Coruña, esempio di architettura bioclimatica: l'insolazione viene usata per il riscaldamento naturale delle abitazioni in inverno

L'architettura bioclimatica usa gli elementi naturali del sito (il sole, il vento, l'acqua, il terreno e la vegetazione) per realizzare edifici termicamente efficienti in grado di soddisfare i requisiti di comfort termico, indipendentemente dall'uso di impianti di climatizzazione.

## Descrizione
L'approccio bioclimatico è legato al principio di autosufficienza e alla consapevolezza che i principali fenomeni che influiscono negativamente sull'ambiente sono causati dal consumo di grandi quantità di energia non rinnovabile. L'edilizia è un settore altamente inquinante poiché gran parte delle emissioni dei gas e di CO2 proviene proprio dagli impianti di climatizzazione e di riscaldamento.
Lo scopo dell'architettura bioclimatica è il controllo del microclima interno, con strategie progettuali "passive" che, minimizzando l'uso di impianti meccanici, massimizzano l'efficienza degli scambi termici tra edificio e ambiente.
Le esigenze termiche dell'edificio variano a seconda della stagione e della latitudine.

L'architettura bioclimatica definisce le caratteristiche geometriche e strutturali dell'edificio, la sua localizzazione e l'orientamento in modo tale da adattarsi alle diverse condizioni climatiche.
Generalmente nelle regioni a clima temperato si distinguono tre fasi termiche a cui corrispondono diversi requisiti dell'edificio:
- Invernale: occorre favorire l'irraggiamento solare sulle pareti e le finestre per scaldare gli ambienti interni; occorre inoltre l'elevato isolamento termico dell'involucro per conservare il calore accumulato;
- Estivo: occorre proteggere l'edificio dall'irraggiamento solare con dei sistemi di ombreggiamento, avere involucri di massa elevata e quindi alta inerzia termica[2], nonché favorire la ventilazione naturale dell'edificio;
- Mezza stagione: richiede la combinazione di soluzioni in grado sia di raffrescare che di riscaldare.